# Stegomyia daitensis
Stegomyia daitensis is een muggensoort uit de familie van de steekmuggen (Culicidae). De wetenschappelijke naam van de soort is voor het eerst geldig gepubliceerd in 1981 door Miyagi & Toma.